# Clinical Orthopaedics and Related Research
Clinical Orthopaedics and Related Research, abgekürzt Clin. Orthop. Rel. Res., ist eine wissenschaftliche Fachzeitschrift, die vom Springer-Verlag im Auftrag der Association of Bone and Joint Surgeons veröffentlicht wird. Sie wurde 1953 unter dem Namen Clinical Orthopaedics gegründet, der 1963 verlängert wurde. Derzeit erscheint sie mit zwölf Ausgaben im Jahr. Es werden Arbeiten veröffentlicht, die sich mit orthopädischen Themen beschäftigen.
Der Impact Factor lag im Jahr 2014 bei 2,765. Nach der Statistik des ISI Web of Knowledge wird das Journal mit diesem Impact Factor in der Kategorie Chirurgie an 42. Stelle von 198 Zeitschriften und in der Kategorie Orthopädie an elfter Stelle von 72 Zeitschriften geführt.